# Мойсо Арсов
Мойсо (Мойсе, Моис) Арсов е български революционер, деец на Върховния македоно-одрински комитет.

## Биография
Мойсо Арсов е роден през 1881 година в дебърското село Банища, тогава в Османската империя. Присъединява се към Върховния комитет. Участва в Илинденско-Преображенското въстание в 1903 година с четата на Никола Лефтеров, генерал Иван Цончев и полковник Анастас Янков.
При избухването на Балканската война в 1912 година е доброволец в Македоно-одринското опълчение и служи в Нестроевата рота на Осма костурска дружина.
По-късно се установява в България и живее във Варна.